# Historial de la Vendée
L'Historial de la Vendée est un musée retraçant l'Histoire de la Vendée, de la Préhistoire au début du XXIe siècle. Il se trouve près du Mémorial de la Vendée au cœur de l'espace naturel de la vallée de la Boulogne, c'est-à-dire, plus précisément, aux Lucs-sur-Boulogne. Il a ouvert ses portes le 26 juin 2006 après trois années de travaux, la première pierre ayant été posée le 22 septembre 2003 son concepteur est Christophe Vital, s’inspirant des musées nord-américains et plus particulièrement du Canada, il en a rédigé le programme ayant permis sa construction, il est également l’auteur de la muséographie et de la scénographie, par Philippe de Villiers, président du conseil général de la Vendée de 1988 à 2010. Le nouvel équipement muséographique réunit aujourd'hui une collection de près de 20 000 objets dont 3 000 sont exposés. De nombreuses acquisitions ont été réalisées depuis le lancement du projet, elles sont venues enrichir les collections de l'ancien écomusée du Puy du Fou qui a depuis fermé ses portes.
Le musée, propriété du conseil départemental de la Vendée et géré par la Conservation départementale des musées de Vendée, a été labellisé musée de France.

## Architecture

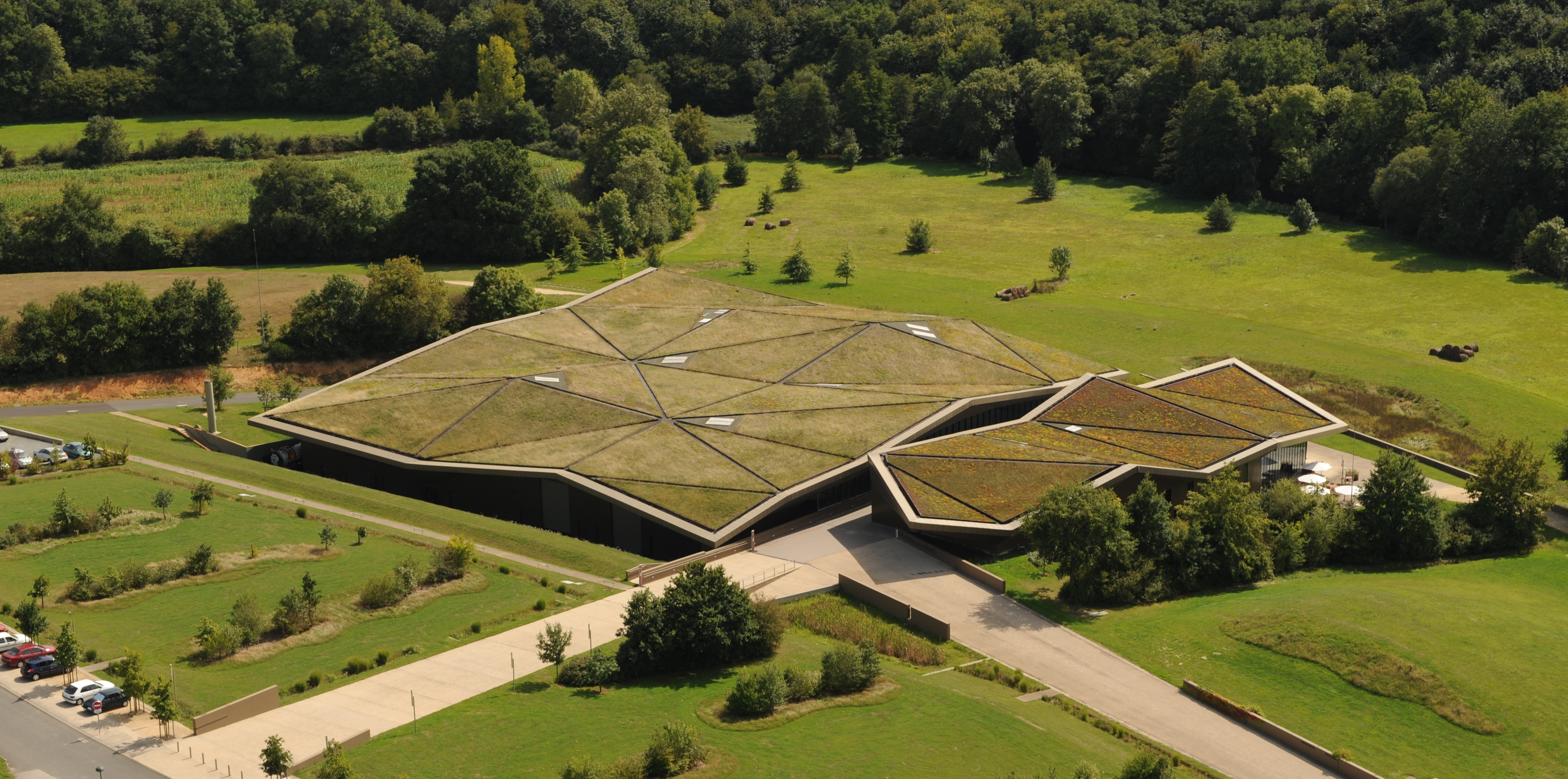
Vue aérienne sur la toiture végétalisée.
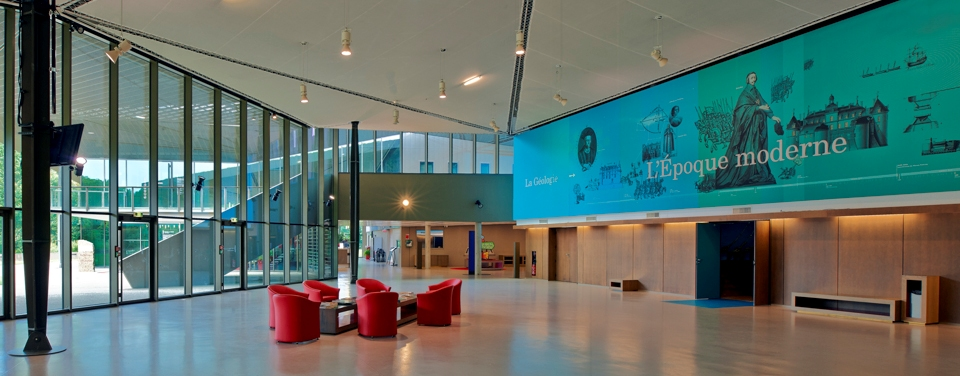
Hall de l'Historial, en 2015.

Occupant près de 3 000 m2, le musée comporte dix salles réparties en sept espaces présentant les sept grandes étapes de l'Histoire sur une période de 7 000 ans. Pour asseoir l'idée d'une histoire en marche et conserver sa mémoire vivante, le hall du musée abrite des bornes interactives permettant d'écouter les interviews de « grands témoins ».

## Activités

### Visites et ateliers à destination du public scolaire
Le musée propose également un large éventail de visites pédagogiques dont le contenu est mis en œuvre et suivi par l'Ecole Départementale des Arts et du Patrimoine.

### Conférences, colloques et journées d'études
L'Historial propose également des conférences tout au long de l'année, soit de manière ponctuelle, soit sous forme de colloque (comme ce fut le cas du colloque Clemenceau et les arts en partenariat avec le musée national des arts asiatiques-Guimet les 20 et 21 mars 2014) ou de journée d'études (Clemenceau et l'Asie, 14 décembre 2014). Une convention signée avec le Centre Vendéen de Recherches Historiques permet également la tenue de colloques comme celui consacré à l'Empreinte de la Guerre de Vendée (24-25 octobre 2013)[réf. à confirmer].

### Expositions temporaires passées et à venir
- 2006-2007 - La Mer pour mémoire
- 2007 - L'Ile d'Yeu, des toiles et des voiles
- 2007-2008 - Les portraits et les nus de Paul Baudry
- 2008 - La Légende de Richelieu
- 2008-2009 - Dieux, rois et peuples du Bénin
- 2009 - L'Envers du décor
- 2009 - Benjamin Rabier, Gédéon, la vache qui rie et compagnie
- 2009-2010 - Soldats du feu, les sapeurs pompiers de la Vendée
- 2010 - Vendée Madagascar, ces liens qui nous unissent
- 2010-2011 - L'agriculture en terre vendéenne, de l'Empire à la Seconde Guerre mondiale
- 2011-2012 - Georges Simenon, de la Vendée aux quatre coins du monde
- 2012 - Charles Milcendeau, le maître des regards
- 2013 - Félicie de Fauveau, l'amazone de la sculpture (en partenariat avec le musée d'Orsay à Paris)
- 2013 - De Chaissac à Fabrice Hyber, parcours d'un amateur vendéen
- 2013-2014 -  Clemenceau et les artistes modernes, Manet, Monet, et Rodin (exposition d'intérêt national au titre de l'année 2013)
- 2014 - La Nature pour passion
- 2014-2015 - Clemenceau, le Tigre et l'Asie (en partenariat avec le musée national des arts asiatiques-Guimet à Paris, label de la Mission du centenaire de la Première guerre mondiale)
- 2015 - Culture TV, saga de la télévision française (en partenariat avec le CNAM à Paris)
- 2015-2016 - 1914-1918, 1939-1945 Artistes en guerre
- 2016 - Richard Coeur de Lion, entre mythe et réalités
- 2017 - Destination vacances
- 2017-2018 - La Vendée des cathédrales (1317-2017)
- 2018 - A bicyclette !
- 2018-2019 - La Vendée, de la grande Guerre à la paix
- 2019 - UniverSEL
- 2019-2020 - Mélusine, Secrets d'une fée
- 2021 - Trésors révélés en Vendée, le patrimoine dépoussiéré !
- 2021-2022 - Sur les traces des Gaulois et des Romains en Vendée
- 2022 - Sur la piste d'Osiris, Emile Amélineau, un égyptologue vendéen
- 2022-2023 - Georges Mathieu, Un héros de l'art abstrait en Vendée
- 2023-2024 - Soljenitsyne un géant de la liberté
- 2024-2025 - Île sur toile, un siècle de peinture à Noirmoutier

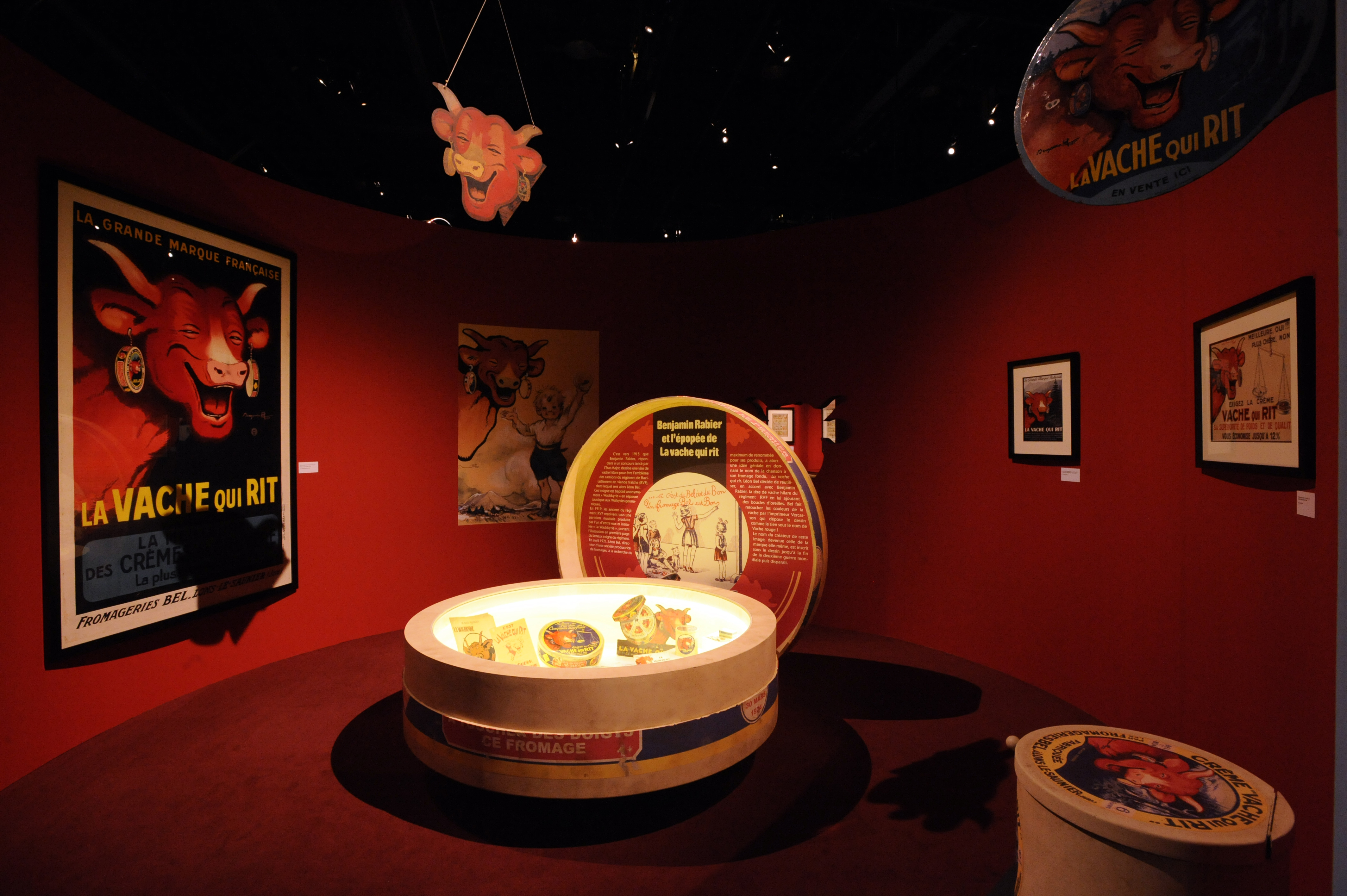
Exposition Benjamin Rabier, Gédéon, la vache qui rie et compagnie, 2009.
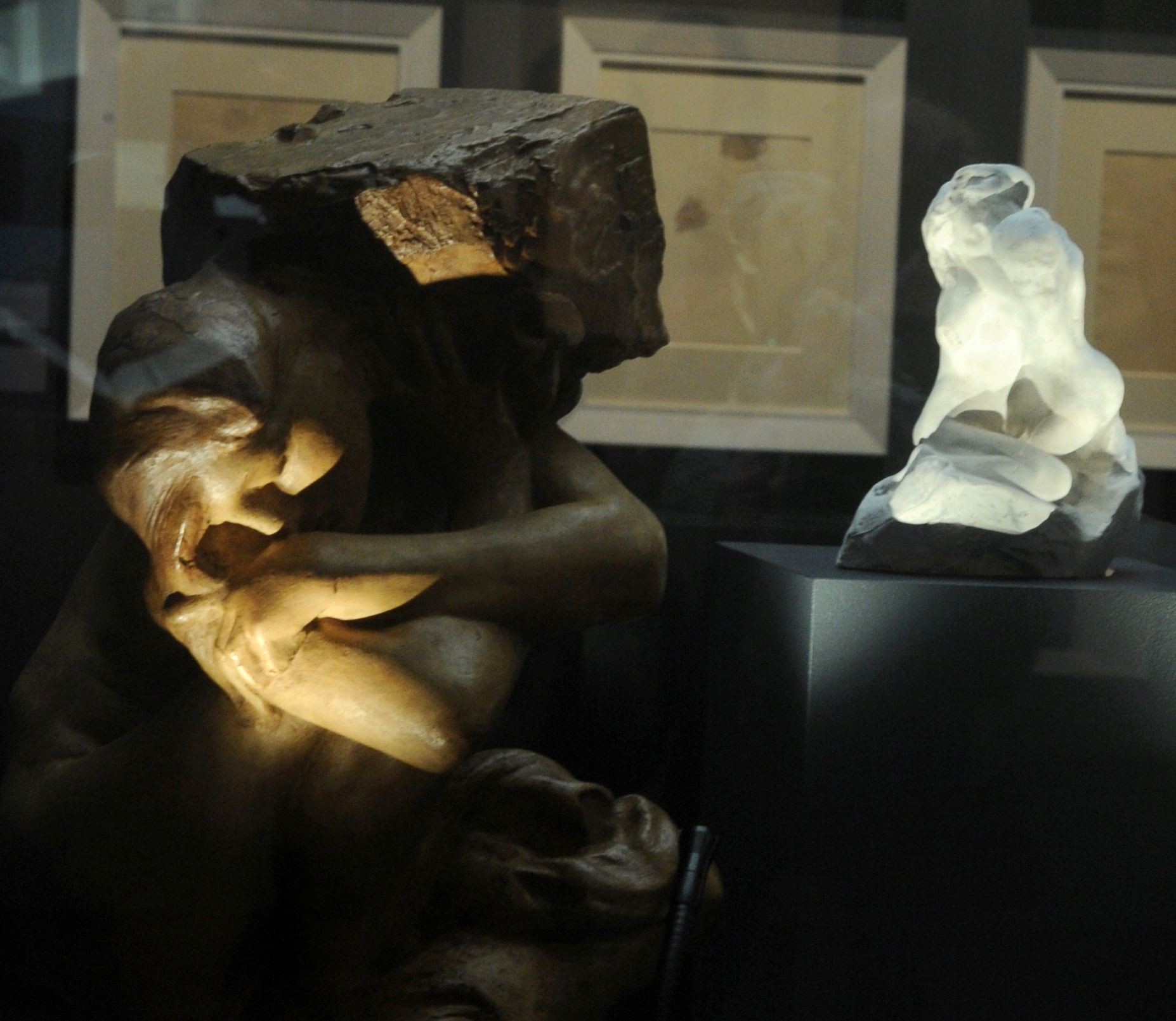
Exposition Clemenceau et les artistes modernes, Manet, Monet, Rodin..., 2013.
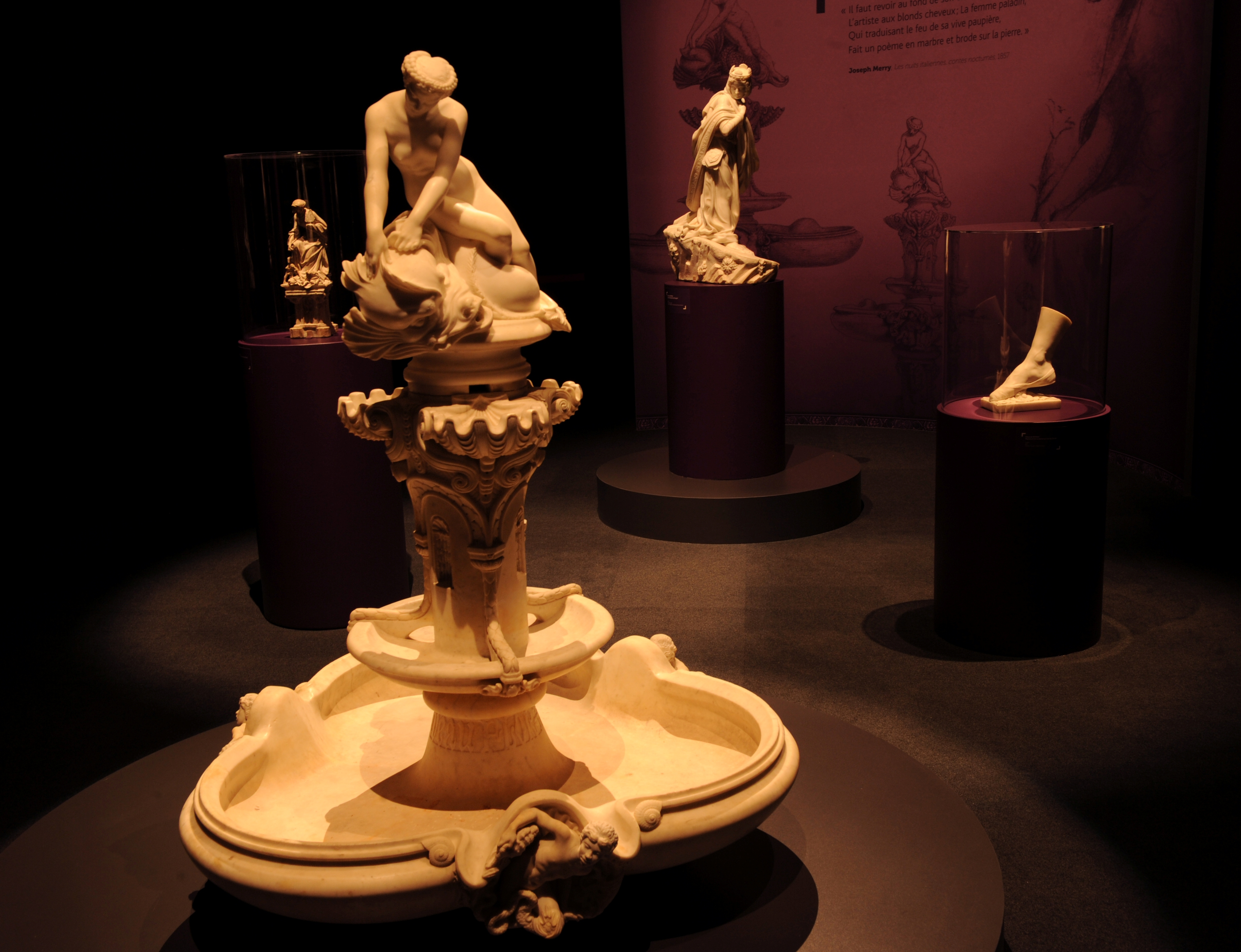
Exposition Félicie de Fauveau, l'amazone de la sculpture, 2013.
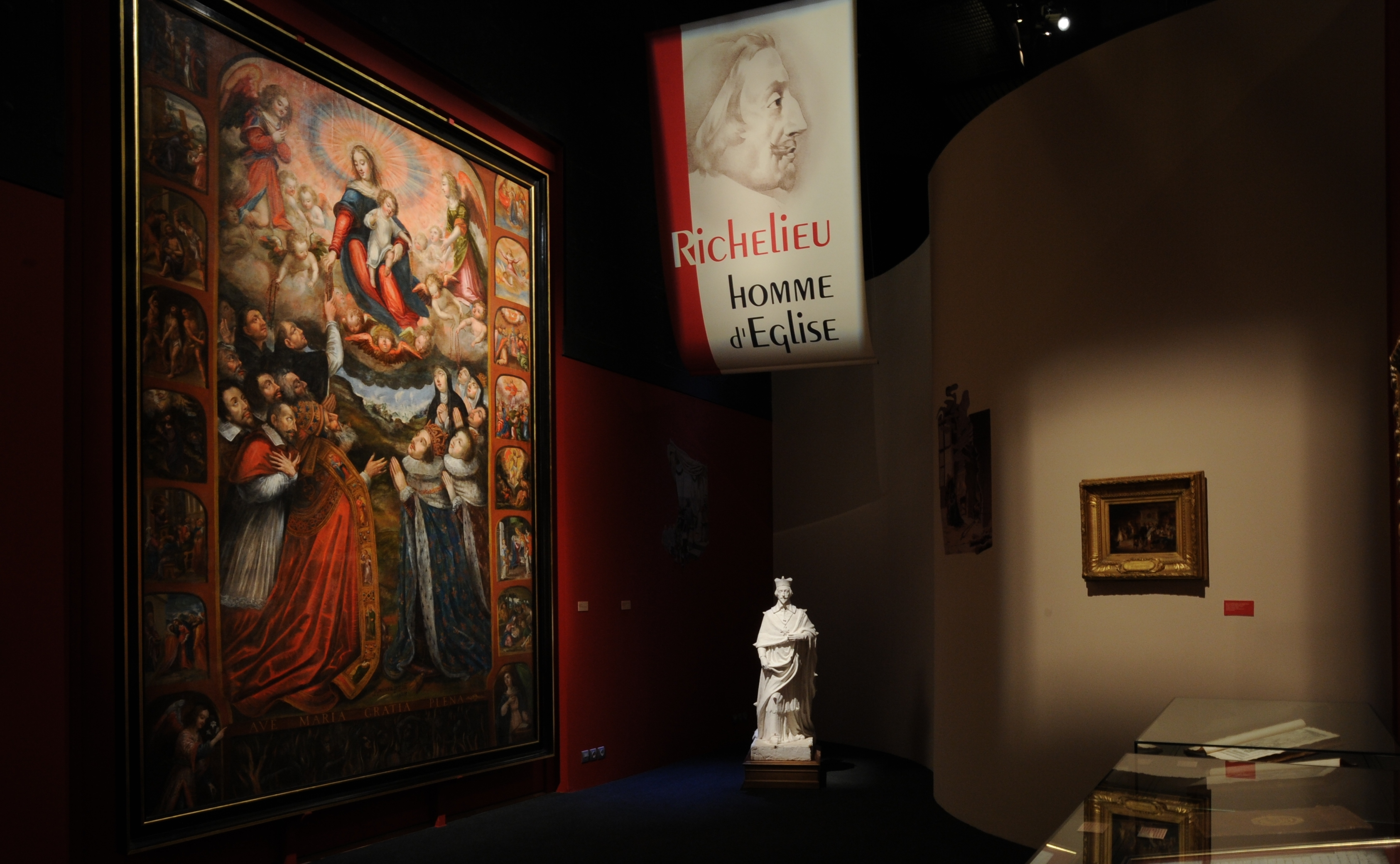
Exposition La Légende de Richelieu, 2008.
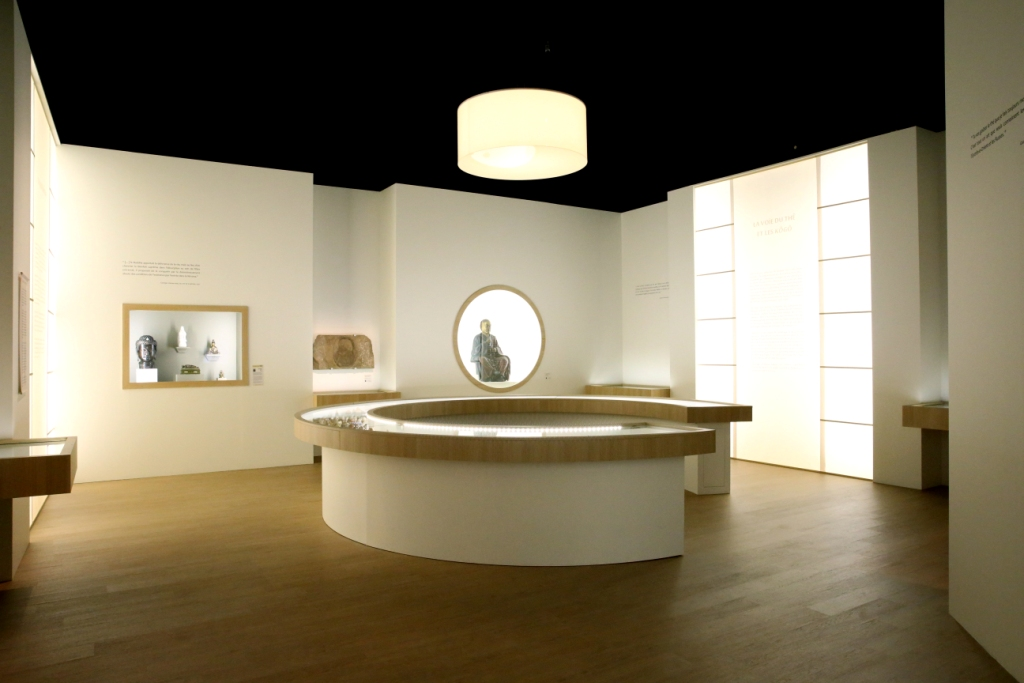
Exposition Clemenceau, le Tigre et l'Asie, 2014.
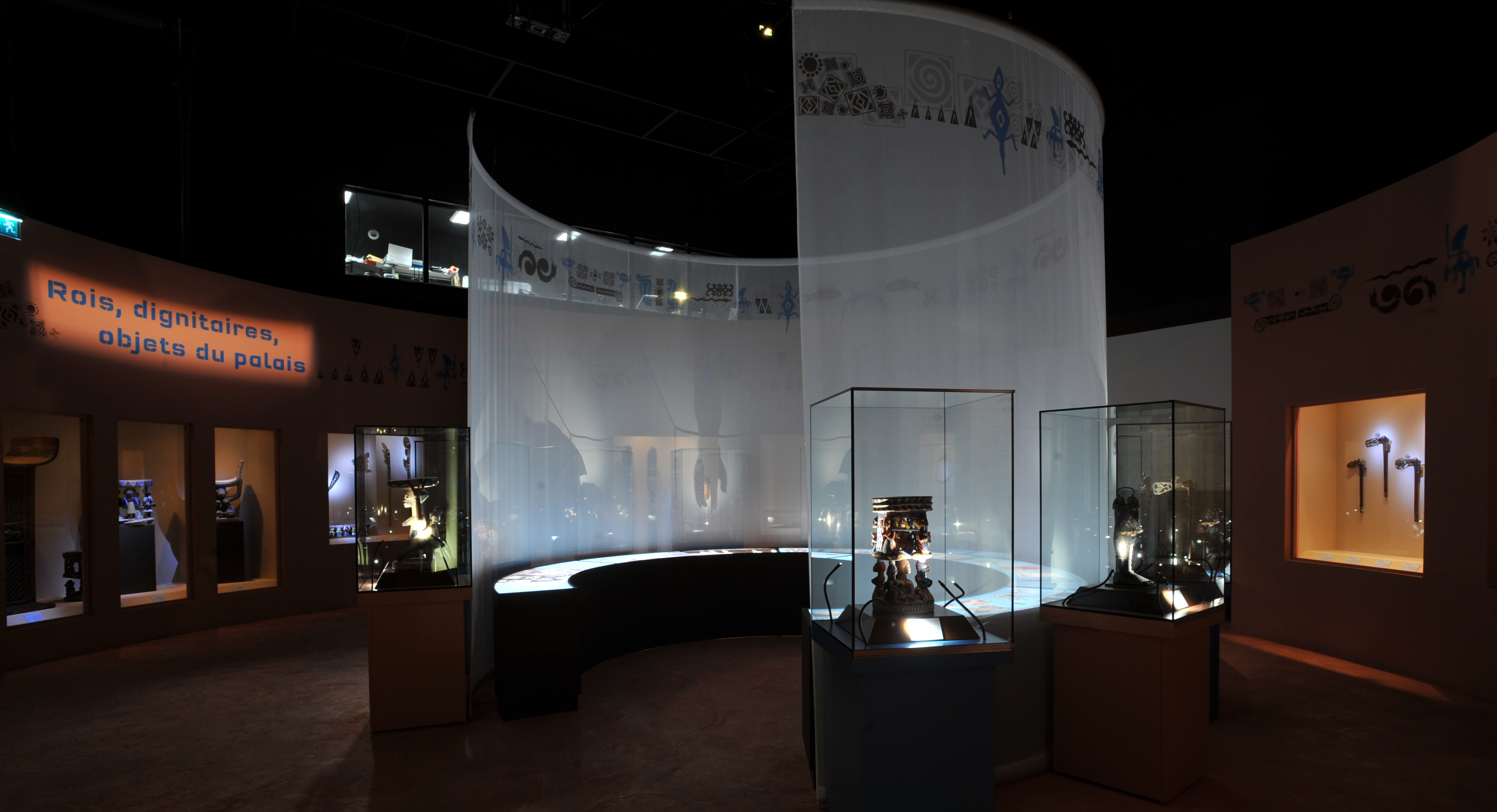
Exposition Dieux, rois et peuples du Bénin, 2008.
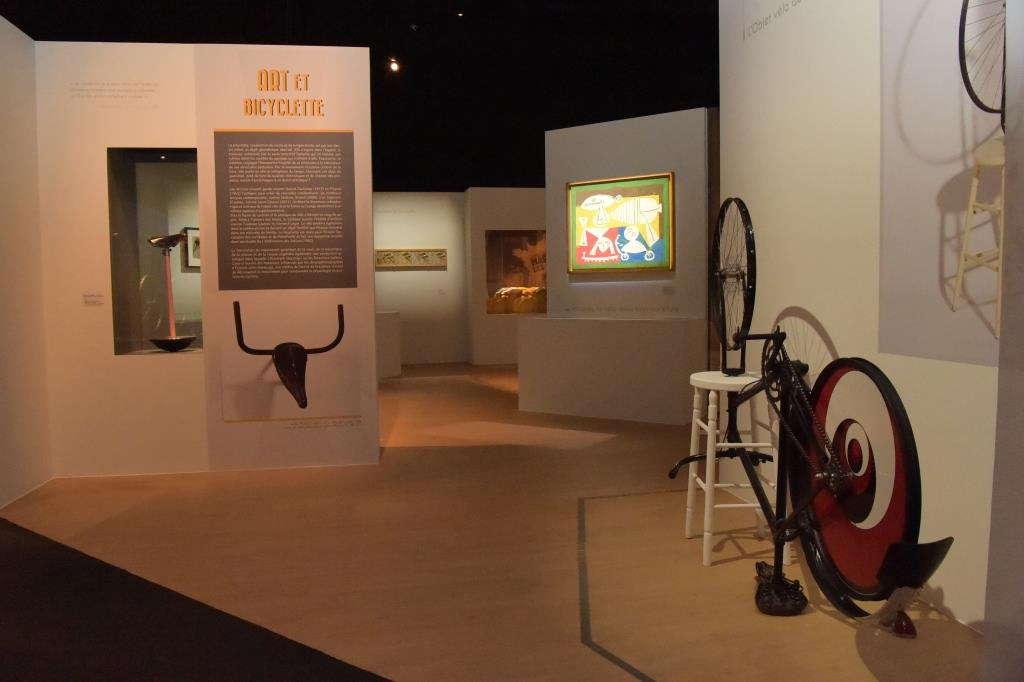
Exposition À bicyclette, 2018.